# Beyssac
Beyssac (okzitanisch Baissac) ist eine französische Gemeinde im Département Corrèze am westlichen Rand des Zentralmassivs. Die Einwohner nennen sich Beyssacois, Mehrzahl Beyssacoises.

## Geografie
Tulle, die Präfektur des Départements, liegt ungefähr 44 Kilometer südöstlich, Brive-la-Gaillarde etwa 34 Kilometer leicht südöstlich und Uzerche rund 21 Kilometer nordöstlich. Das Gemeindegebiet wird im Südosten von der Loyre, einem Nebenfluss der Vézère, begrenzt.

### Nachbargemeinden
Nachbargemeinden von Beyssac sind Lubersac im Norden, Troche im Nordosten, Orgnac-sur-Vézère im Osten, Vignols im Süden, Saint-Sornin-Lavolps im Westen sowie Arnac-Pompadour im Nordwesten.

### Verkehr
Die Anschlussstelle 45 zur Autoroute A20 liegt etwa 19 Kilometer leicht nordöstlich.

## Wappen
Beschreibung: Auf Rot ein silberner Löwe darüber ein blauer Schrägbalken, im Schildhaupt unten ein waagerechter blauer Balken und oben auf Rot drei silberne Muscheln.

## Bevölkerungsentwicklung
| Jahr      | 1962 | 1968 | 1975 | 1982 | 1990 | 1999 | 2009 | 2017 |
| Einwohner | 820  | 843  | 766  | 827  | 811  | 727  | 700  | 615  |

## Persönlichkeiten
- Innozenz VI. (1285–1362), Papst der katholischen Kirche in Avignon, wurde in Beyssac geboren
- Marie Lafarge (1816–1852), eine französische Giftmörderin, lebte in der Gemeinde
- Suzanne Lacore (1875–1975), französische Politikerin und Staatssekretärin in der ersten Regierung von Léon Blum, wurde in Beyssac geboren

## Sehenswürdigkeiten
Die Domaine des Monts, ein ländliches Anwesen von 260 ha Größe, Geburtsort von Papst Innozenz VI., mit architektonisch interessanten Pferdeställen, die zur Domaine de Pompadour gehören, ist seit dem 9. November 2013 als Monument historique klassifiziert.
Die Kirche Saint-Eutrope, ein Sakralbau aus dem 14. Jahrhundert, ist seit dem 15. Juni 1926 als Monument historique klassifiziert.